# La moglie dell'artista
La moglie dell'artista (The Artist's Wife) è un cortometraggio muto del 1915 diretto da Elmer Clifton.
In un piccolo ruolo, appare il nome di Raoul Walsh.

## Produzione
Il film fu prodotto dalla Majestic Motion Picture Company.

## Distribuzione
Distribuito dalla Mutual Film, il film uscì nelle sale cinematografiche USA il 2 aprile 1915.

### Date di uscita
- USA	2 aprile 1915

Alias
- The Artist's Wife	USA (titolo originale)
- La moglie dell'artista	  Italia